# Geranium robertianum

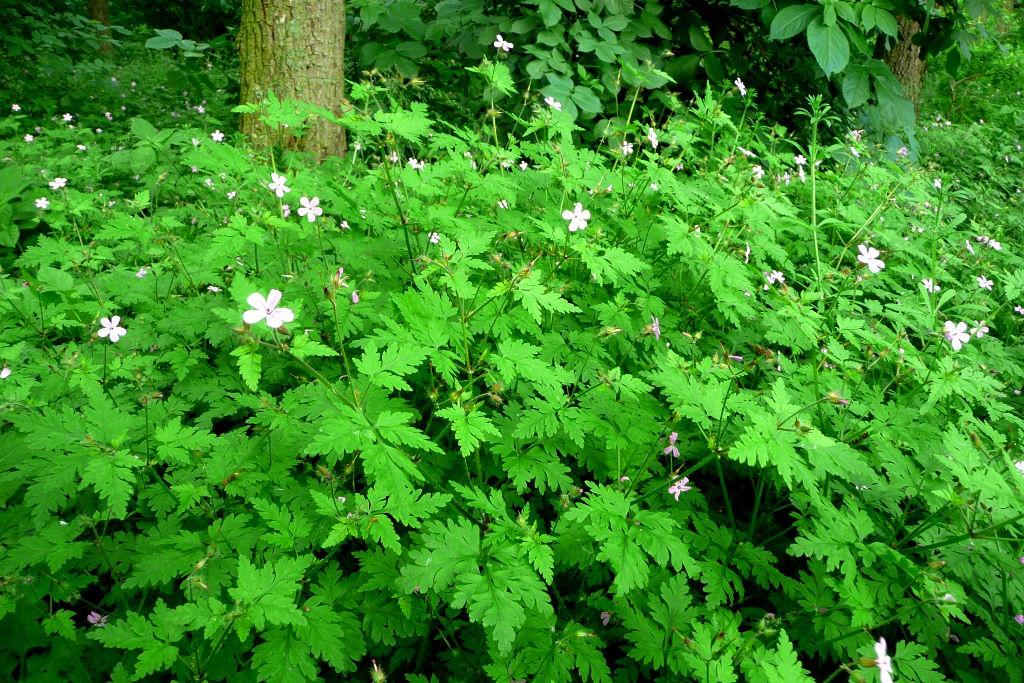
Hábito

Geranium robertianum es una especie perteneciente a la familia de las geraniáceas.

## Descripción
Es una planta anual herbácea que alcanza 10-45 cm de altura, velluda con tallo erecto rojizo. La raíz gruesa en forma de nabo. Las hojas triangulares tienen 3-5 segmentos lobados. Las flores pequeñas son de color rosado. El fruto es seco.

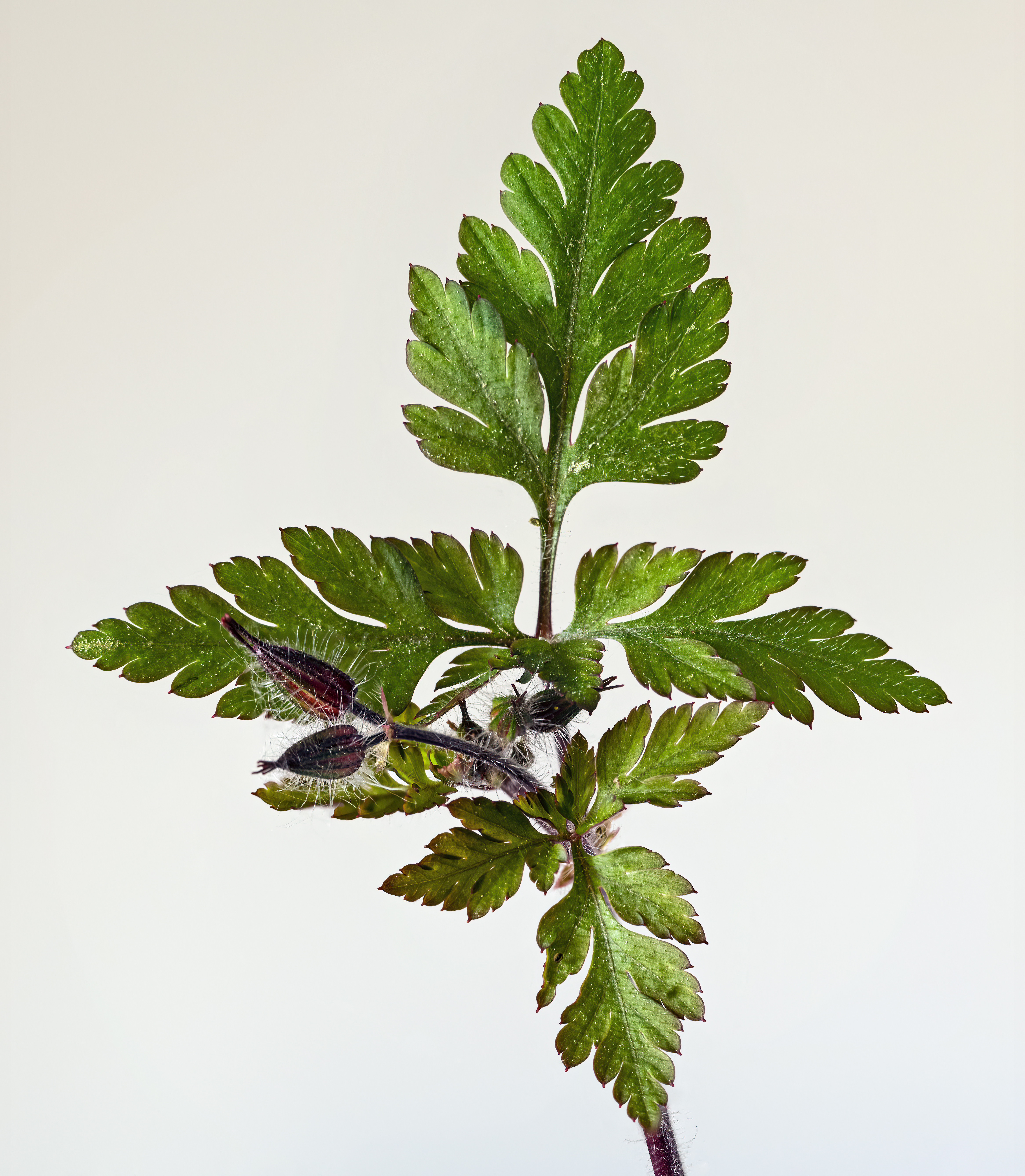
Estructura foliar típica
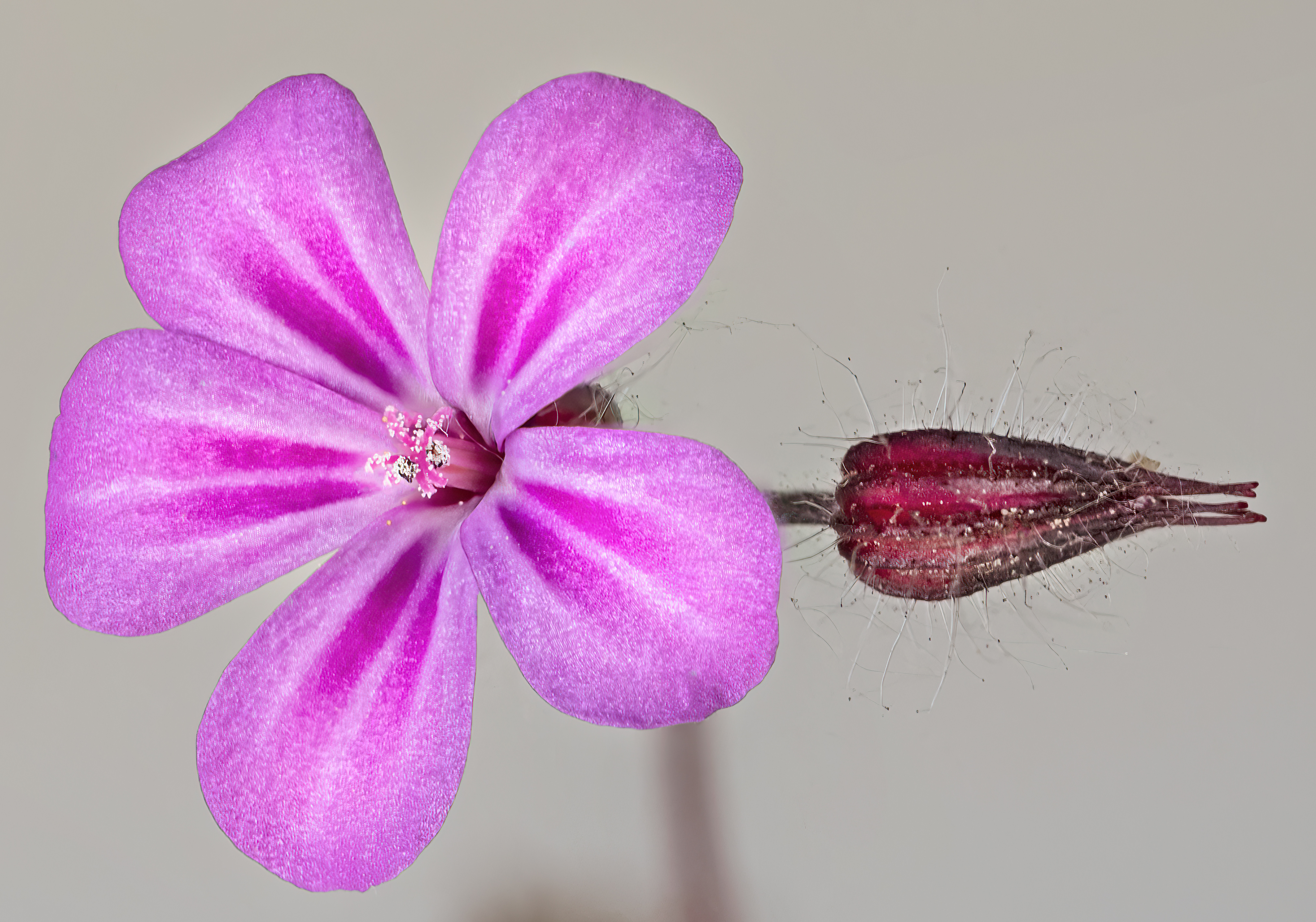
Flor
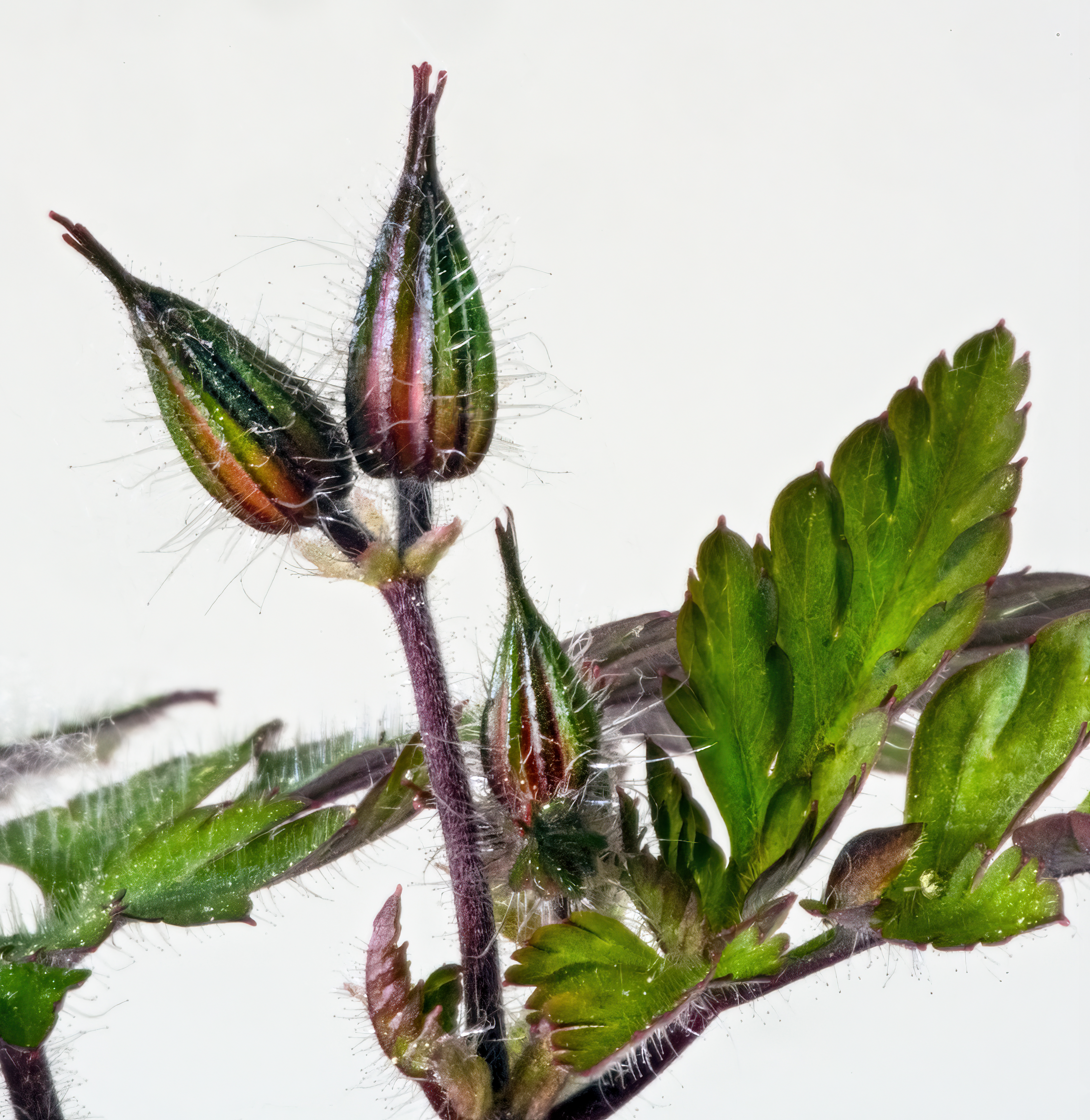
Botones florales
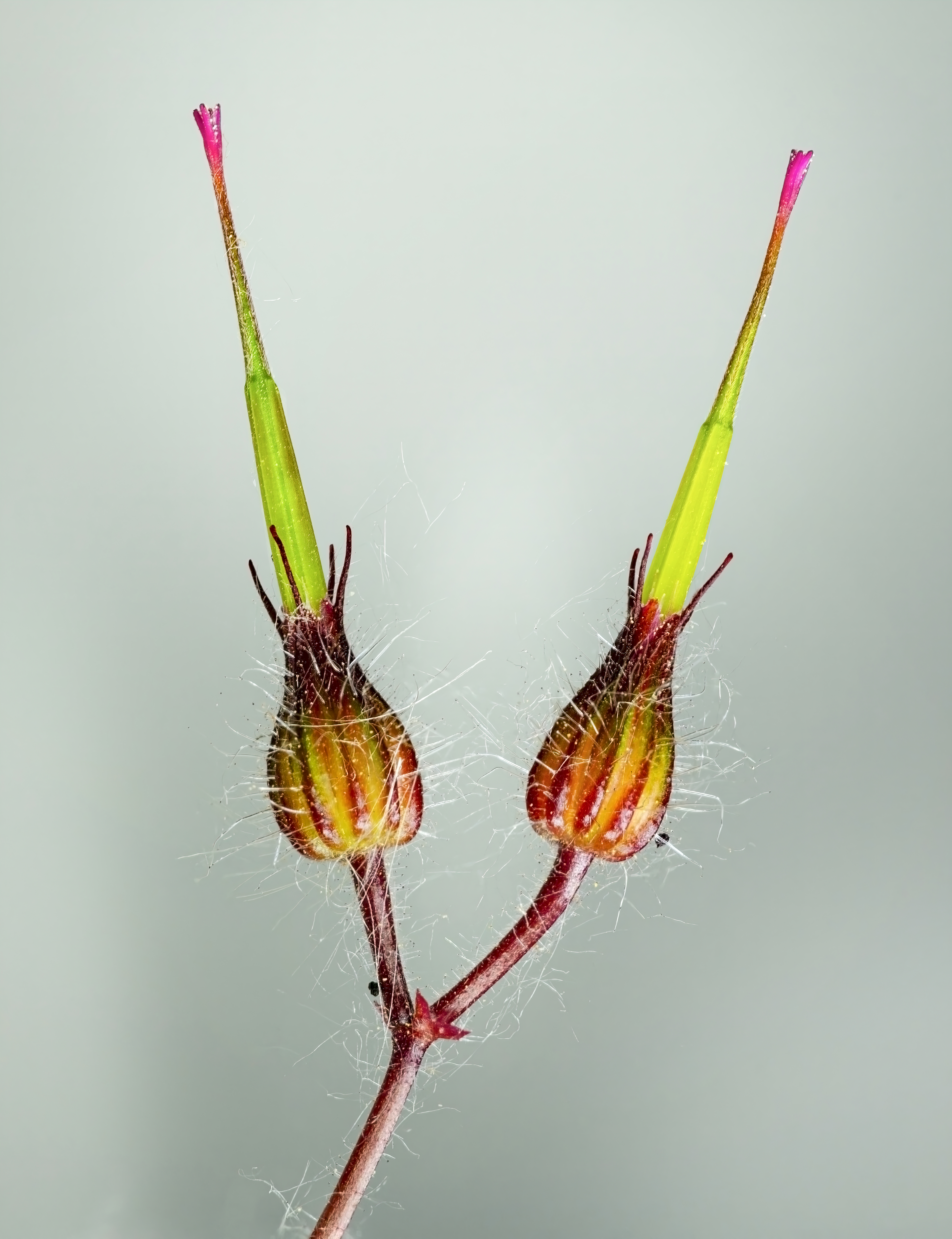
Frutas

## Distribución y hábitat
Es una hierba muy común que se expande por Europa, Asia y norte de África. Crece en las escombreras, muros viejos, terrenos pedregosos, linderos de bosques y lugares cenagosos, húmedos y umbríos. Puede crecer hasta en alturas de 1500 m s. n. m.

## Propiedades
- Antiguamente conocida como Herba Geranii Robertiani, hoy se utiliza contra las oftalmias, herpes, e inflamaciones bucales.
- Es tónica y astringente, recomendada para casos de diarreas, gastritis y gastroenteritis.
- En gargarismo bucal para tratar gingivitis y amigdalitis.[1]

## Taxonomía
Geranium robertianum fue descrita por Carlos Linneo y publicada en Species Plantarum 2: 681–682. 1753.
El nombre genérico deriva del griego geranion, con el significado de grulla, aludiendo a la apariencia del fruto, que recuerda al pico de esta ave.
Sinonimia
| - Geranium barcinonense Sennen - Geranium briceanum Sweet - Geranium eriophorum H.Lév. - Geranium gardi Sennen - Geranium graveolens Stokes - Geranium inodorum G.Don - Geranium lindleyanum Royle - Geranium mosquense Goldb. - Geranium neapolitanum A.Terracc. - Geranium palmatisectum Dulac | - Geranium rubellum Moench - Robertianum nostrum Goldb. - Robertiella robertianum (L.) Hanks - Robertium minutiflorum (Jord.) Fourr. - Robertium vulgare Picard - Robertium modestum Fourr. - Robertium purpureum Fourr. - Robertium semiglabrum Fourr. - Robertium simile Fourr. - Robertium vulgare Picard |

## Nombre común
Abujones, aguja de pastor, agujas de pastor, geranio de hoja redonda, geranio de monte, geranio de san roberto, geranio de San Roberto, geranio robertiano, geranio silvestre, geranio tercero, hierba de la esquinacia, hierba de la esquinancia, hierba de la golondrina, hierba de Roberto, hierba de San Roberto, hierba de San Ruperto, lentina, pico de cigüeña, pico de cigüeña tercero, yerba de la esquinancia, yerba de San Roberto, yerba de San Ruperto.